# Begijnhofstadion
Het Begijnhofstadion is een voetbalstadion in de Belgische gemeente Overijse, in Vlaams-Brabant. Het is de thuisbasis van voetbalclub Tempo Overijse. Het stadion biedt plaats voor ongeveer 2.500 toeschouwers en telt 2.100 zitplaatsen. Het veld bestaat uit natuurlijk gras.

## Geschiedenis
Het Begijnhofstadion werd gebouwd in de jaren 1930 voor FC Overijse, de toenmalige club uit Overijse. Na een fusie in 1998 met VEM Tombeek ontstond Tempo Overijse, sindsdien werd het Begijnhofstadion de thuisbasis van deze fusieclub.

## Naamgeving
De naam "Begijnhofstadion" is gekozen omdat het stadion zich situeert in het Begijnhof van Overijse. De naam van het stadion wordt soms ook afgekort als BEGS.

## Trivia
In 2016 was het Begijnhofstadion de thuisbasis voor het Belgisch voetbalelftal U17 ter voorbereiding op het EK U17 2016 in Azerbeidzjan. Maar ook de nationale elftallen van Italië, Duitsland en België hebben er al trainingen afgewerkt. Daarmee bouwde het Begijnhofstadion een sterke reputatie op. In november 2020 trainde ook de Engelse nationale ploeg in het Begijnhofstadion tijdens hun bezoek aan België, ze trainden er ter voorbereiding op de UEFA Nations League 2020/21 wedstrijd tegen de Rode Duivels.